# محمد المغربی
محمد المغربی (عربی: محمد المغربي؛ زادهٔ ۱۹ آوریل ۱۹۸۵) بازیکن فوتبال اهل لیبی است.
از باشگاه‌هایی که در آن بازی کرده‌است می‌توان به باشگاه فوتبال المپیک خریبکه و باشگاه ورزشی الاهلی مصر اشاره کرد.